# در نیمه‌شب

در نیمه‌شب (انگلیسی: At Midnight) یک فیلم عاشقانه و کمدی محصول سال ۲۰۲۳ سینمای مکزیک به کارگردانی جونا فینگولد بر اساس فیلمنامه‌ای است که او با همکاری ماریا هینوجوس و جیووانی ام پورتا نوشته است. مونیکا باربارو و دیگو بونتا در این فیلم نقش آفرینی می‌کنند که تهیه کنندگی این فیلم را نیز بر عهده دارند. این فیلم در ۱۰ فوریه ۲۰۲۳ توسط پارامونت پلاس منتشر شد.

## داستان
سوفی وایلدر برای فیلمبرداری Super Society 3 در مکزیکوسیتی است و امیدوار است بتواند اسپین‌آف خودش را بگیرد. در حین فیلمبرداری، او دوست پسر و همبازی‌اش، آدام را می‌بیند که با یکی از خدمه به او خیانت می‌کند. در حالی که سوفی در تلاش است تا بفهمد چگونه می‌تواند به جلو برود، با الخاندرو، یک مدیر جوان در هتلی که برای تولید استفاده می‌شود، ملاقات می‌کند. دوستی عمیقی بین سوفی و الخاندرو شکل می‌گیرد، زیرا آنها سعی می‌کنند بفهمند که چگونه می‌توانند در زمان محدودشان باهم رابطه ایجاد کنند.